# Terzo settore
Il terzo settore (o settore non-profit) è l'insieme di quegli enti privati che perseguono, senza scopo di lucro, finalità civiche, solidaristiche e di utilità sociale e che promuovono e realizzano attività di interesse generale mediante forme di azione volontaria e gratuita o di mutualità o di produzione e scambio di beni e servizi.
Identifica, in breve, quegli enti che operano e si collocano al di fuori degli altri due settori: quello pubblico (lo Stato) e quello commerciale (le imprese); non rientrano nelle amministrazioni pubbliche in quanto sono di natura privata, e non sono imprese poiché non perseguono il profitto.

## Storia
Una prima definizione si ritrova in Europa a partire dalla metà degli anni settanta del XX secolo; fu usata per la prima volta nel rapporto Un progetto per l'Europa in ambito comunitario nel 1978 assegnando al Terzo settore una posizione che lo separa concettualmente dallo Stato e dal Mercato, favorendo l'equiparazione dei tre settori a livello di società complessiva. È anche un fenomeno economico (non un insieme di forme organizzative extra-economiche, come inizialmente sostenuto). Le organizzazioni del Terzo Settore forniscono al benessere della società un contributo non inferiore, anche se di natura diversa, da quello di Stato e Mercato.
Le ricerche basate su questo concetto si sviluppano soprattutto a partire dagli anni della "crisi del welfare". Lo svantaggio dell'inquadratura data dal termine Terzo Settore sta nella tendenza a “nascondere” la sfera informale, il mondo vitale, la partecipazione civile che ha spesso rappresentato la spinta per la nascita di organizzazioni all'interno del settore.
In Italia il termine si è diffuso verso la fine degli anni ottanta e, anche se non tipico del nostro contesto culturale, ha convogliato su di sé l'interesse degli studiosi che si occupano delle organizzazioni non profit (ONP). Proprio il tema del non profit fu oggetto dei primi studi da parte degli economisti, volti a individuare classificazioni di questo fenomeno, a conferirgli una piena dignità nell'analisi economica, a studiarne il ruolo all'interno del sistema di Welfare.
Contemporaneamente viene formulato un approccio sociologico, e ulteriormente approfondito l'approccio economico.
Entrambi utilizzano il termine per indicare pratiche e soggetti organizzativi di natura privata ma volti alla produzione di beni e servizi a valenza pubblica o collettiva. 
Con l'approccio sociologico si evidenzia la valenza espressiva e l'orientamento altruistico delle relazioni che si instaurano all'interno del TS implicando un coinvolgimento personale degli attori. Le indagini sociologiche mirano a individuare gli aspetti di natura motivazionale, culturale, valoriale ed etica dell'agire volontario nelle organizzazioni non profit.
L'approccio economico sottolinea la partecipazione alla determinazione del benessere collettivo distinta da quella offerta dal Mercato essendo priva di fini lucrativi.
Gli studi economici indagano sul contributo dato dal TS all'economia del Paese, soprattutto ma non soltanto, in termini di servizi di cura e accudimento delle fasce deboli della popolazione. Si analizzano le fonti di finanziamento delle ONP e i flussi economico-finanziari intercorrenti tra queste e gli enti pubblici.

## In Italia
In Italia, il Terzo settore è oggetto di una riforma che nasce con la legge 6 giugno 2016. Gli obiettivi della Riforma del Terzo settore riguardano in particolare il riordino della normativa molto frammentaria esistente in materia di enti senza scopo di lucro, mediante la redazione di un apposito Codice del Terzo settore al quale fare riferimento.

### Caratteristiche
Il terzo settore si compone di soggetti organizzativi di natura privata che, senza scopo di lucro, perseguono finalità civiche, solidaristiche e di utilità sociale promuovendo e realizzando attività di interesse generale mediante forme di azione volontaria e gratuita o di mutualità o di produzione e scambio di beni e servizi.
Rientrano quindi tra gli enti del terzo settore realtà che, negli anni, sono state disciplinate da speciali Leggi, quali, ad esempio:
- associazioni di volontariato (Legge 266/1991);
- cooperative sociali (Legge 381/1991);
- associazioni di volontariato di protezione civile (Legge 225/1992, art. 18);
- associazioni di promozione sociale (Legge 383/2000);
- associazioni sportive dilettantistiche (Legge n. 398/1991, art. 90 della legge 289/2002);
- associazioni dei consumatori e degli utenti (D. Lgs. 206/2005);
- società di mutuo soccorso (Legge 3818/1886 e s.s.m.: DL 179/2012, art. 23);
- organizzazioni non governative (ONG) (Legge 49/87; Legge 125/2014, art. 26);
- impresa sociale (ex D. Lgs 155/2006, ora Legge 106/2016, art.6).

Si tratta, in sintesi, di enti che fanno della partecipazione e della cittadinanza attiva il proprio elemento distintivo e identitario, perseguendo l'interesse generale inteso come quelle attività che sono funzionali all'attuazione di quanto previsto dall'art. 3 comma 2 della Costituzione (rimozione degli ostacoli di ordine economico e sociale che, limitando di fatto la libertà e l'eguaglianza dei cittadini, impediscono il pieno sviluppo della persona umana).
Il terzo settore non è quindi riconducibile:
- né al solo welfare, poiché gli enti operano in molti altri ambiti (dalla cultura all'ambiente ai beni comuni etc…)
- né all'erogazione di servizi, poiché sono altrettanto rilevanti e numerose le attività di advocacy;
- né a soli termini economici, sia perché molte attività di interesse generale non sono riconducibili ad un valore economico, sia perché – in ogni caso – il riscontro economico è semplicemente una conseguenza, ma non certo una finalità, delle attività degli enti.

### I numeri del settore non profit in Italia
Sulla base dell’ultimo censimento permanente effettuato dall’Istat e pubblicato in data 11 ottobre 2019, gli enti no profit attivi in Italia, con i dati aggiornati all’anno 2017, risultano 350.492 ed occupano 844.775 dipendenti e 5,5 milioni di volontari (Istituto nazionale di statistica – Censimenti permanenti, 2019).
La forma giuridica di ente più diffusa è quella dell’associazione (298.149 enti), seguita dalla cooperativa sociale (15.764 enti) e dalla fondazione (7.441 enti).
Il settore di attività prevalente è quello che l’Istat inquadra in cultura, sport e attività ricreative, dove troviamo circa il 64,5% degli enti, seguito da assistenza sociale e protezione civile (9,2% degli enti), relazioni sindacali e associazioni di rappresentanza (6,5% degli enti), religione (4,8% degli enti), istruzione e ricerca (4,0% degli enti) e sanità (3,5% degli enti).
In termini occupazionali, i dati si ribaltano parzialmente ed il ruolo principale viene svolto dal settore dell’assistenza sociale / protezione civile, con il 36,9% degli addetti complessivi (311.399 unità), seguito dalla sanità (184.594 addetti, pari al 21,9% complessivo) e dalla istruzione e ricerca (125.710 addetti, pari al 14,9% complessivo).
I numeri così rilevanti, in ogni caso, parlano da soli e, come giustamente è stato rilevato, il settore no profit e i volontari italiani “sono essi stessi una nazione”. Da qui sorge anche l’esigenza di poter contare su una disciplina normativa caratterizzata da stabilità e certezza.
In tale ottica, la Riforma del Terzo settore rappresenta uno sforzo legislativo molto importante, improntato ai princìpi di trasparenza e di rendiconto sociale, che riteniamo vada sostenuto nella sua concreta applicazione ed evoluzione giuridica.

### La legge delega n. 106/2016
La legislazione italiana ha recentemente disciplinato il terzo settore dandone una definizione giuridica. 
All'art. 1 comma 1 della Legge 106 del 6 giugno 2016 ("Delega al Governo per la riforma del Terzo settore, dell'impresa sociale e per la disciplina del servizio civile universale"), si legge: "Per Terzo settore si intende il complesso degli enti privati costituiti per il perseguimento, senza scopo di lucro, di finalità civiche, solidaristiche e di utilità sociale e che, in attuazione del principio di sussidiarietà e in coerenza con i rispettivi statuti o atti costitutivi, promuovono e realizzano attività di interesse generale mediante forme di azione volontaria e gratuita o di mutualità o di produzione e scambio di beni e servizi".
Pertanto i criteri cui ottemperare affinché un ente possa essere annoverato nel terzo settore sono: 
- avere natura giuridica privata
- assenza di scopo di lucro
- disporre di statuto o atto costitutivo
- perseguimento di finalità civiche, solidaristiche e di utilità sociale
- attuazione del principio di sussidiarietà
- promozione e realizzazione di attività di interesse generale
- ricorso a forme di azione volontaria e gratuita o di mutualità o di produzione e scambio di beni e servizi.

La Legge 106/2016 prevede inoltre che entro 12 mesi dalla sua approvazione vengano emanati dei Decreti Legislativi che più specificamente intervengano su:
- Revisione del titolo II del libro primo del codice civile (in particolare, la semplificazione delle procedure per gli enti al fine di ottenere la personalità giuridica) (art. 3)
- Riordino e revisione della disciplina del terzo settore e codice del terzo settore (art. 4)
- Riforma dell'impresa sociale (art. 6)
- Revisione delle modalità di vigilanza, monitoraggio e controllo (art. 7)
- Definizione di misure fiscali e di sostegno economico (art. 9).

La legge delega esplicita poi quali sono i soggetti che non fanno parte del terzo settore: 
"Non fanno parte del Terzo settore le formazioni e le associazioni politiche, i sindacati, le associazioni professionali e di rappresentanza di categorie economiche. Alle fondazioni bancarie, in quanto enti che concorrono al perseguimento delle finalità della presente legge, non si applicano le disposizioni contenute in essa e nei relativi decreti attuativi".
In sintesi, per poter essere considerato di terzo settore, a un ente non basta essere una organizzazione non a scopo di lucro, ma deve ottemperare a ulteriori e più stringenti criteri.

#### Il decreto legislativo n. 117/2017
Ai sensi dell'art.4 del Codice del Terzo Settore sono ETS, se iscritti al Registro Unico Nazionale del Terzo Settore:

- le organizzazioni di volontariato (ODV);
- le associazioni di promozione sociale (APS);
- le imprese sociali, incluse le cooperative sociali;
- le reti associative;
- le società di mutuo soccorso (SOMS);
- le associazioni riconosciute o non riconosciute, le fondazioni e gli altri enti di carattere privato diversi dalle società costituiti per il perseguimento, senza scopo di lucro, di finalità civiche, solidaristiche e di utilità sociale mediante lo svolgimento, in via esclusiva o principale, di una o più attività di interesse generale, in forma di azione volontaria o di erogazione gratuita di denaro, beni o servizi, o di mutualità o di produzione o scambio di beni o servizi.

Gli enti religiosi civilmente riconosciuti possono essere considerati ETS limitatamente allo svolgimento delle attività di interesse generale.
La disciplina organica è stata emanata dal Governo con il D.lgs. n. 117/2017 ("Codice del Terzo settore, a norma dell'articolo 1, comma 2, lettera b), della legge 6 giugno 2016, n. 106") il quale decreto ha contribuito a definire e semplificare la materia in un totale di 104 articoli.
Il decreto in questione ha fissato le regole comuni per gli enti del terzo settore, salvaguardando nell'ordinamento le forme di organizzazione già tipizzate; restano pertanto presenti nell'ordinamento italiano le organizzazioni di volontariato (OdV) e le associazioni di promozione sociale (APS), sebbene con caratteristiche lievemente modificate rispetto all'impostazione delle leggi istitutive (rispettivamente la L. 266/1991 e la L. 383/2000, ora definitivamente abrogate).
Il Codice stabilisce regole più semplici per il riconoscimento della personalità giuridica di associazioni e fondazioni, richiama la legge istitutiva delle società di mutuo soccorso pur agevolando la trasformazione di queste nella nuova tipologia di "enti del terzo settore" (ETS).
Il decreto ha inoltre abolito la qualifica fiscale di "Onlus" (e il relativo acronimo).
Con l’entrata in vigore dei decreti ministeriali attuativi che hanno fatto entrare a regime il Codice del Terzo Settore, dal 2021 gli Enti del Terzo Settore sono censiti, per motivi di trasparenza, in un registro pubblico apposito, il Registro Unico Nazionale del Terzo Settore (RUNTS). Tutti gli Enti del Terzo Settore che vogliono godere di agevolazioni fiscali ad hoc, finanziamenti pubblici o donazioni del 5x1000 devono essere iscritti in questo Registro. 

#### Il decreto ministeriale del 4 luglio 2019
Il decreto ministeriale del 4 luglio 2019, pubblicato sulla Gazzetta Ufficiale n. 186 del 9 agosto 2019, definisce le linee guida per la redazione del bilancio sociale degli Enti del Terzo settore, individua i soggetti tenuti alla redazione del bilancio sociale e contiene le istruzioni dettagliate con riferimento ai principi di redazione, alla struttura e al contenuto del documento di rendiconto sociale, le modalità di approvazione, deposito, pubblicazione e diffusione del medesimo.
Il decreto ministeriale del 23 luglio 2019
Il decreto ministeriale del 23 luglio 2019, pubblicato sulla Gazzetta Ufficiale n. 241 del 12 settembre 2019, definisce le linee guida per la realizzazione della valutazione dell’impatto sociale degli enti del Terzo settore. Il decreto definisce la valutazione di impatto sociale come la: “Valutazione qualitativa e quantitativa, sul breve, medio e lungo periodo, degli effetti delle attività svolte sulla comunità di riferimento rispetto all'obiettivo individuato” (DM 23 luglio, 2019). La valutazione di impatto sociale può essere considerato "lo strumento attraverso il quale gli enti del Terzo settore comunicano ai propri stakeholder la loro capacità di creare valore sociale ed economico, allineando i target operativi con le aspettative dei propri interlocutori e migliorando l’attrattività nei confronti dei finanziatori esterni.